# U-624
| U-624                      | U-624                                                          | U-624                                                          |
| -------------------------- | -------------------------------------------------------------- | -------------------------------------------------------------- |
|                            |                                                                |                                                                |
|                            |                                                                |                                                                |
|                            |                                                                |                                                                |
| Під прапором               | Третій рейх                                                    | Третій рейх                                                    |
| Спуск на воду              | 31 березня 1942 року                                           | 31 березня 1942 року                                           |
| Виведений зі складу флоту  | 7 лютого 1943 року                                             | 7 лютого 1943 року                                             |
| Сучасний статус            | затоплений                                                     | затоплений                                                     |
| Проєкт                     |                                                                |                                                                |
| Тип ПЧ                     | Торпедний ДПЧ                                                  | Торпедний ДПЧ                                                  |
| Основні характеристики     |                                                                |                                                                |
| Швидкість (надводна)       | 17,7 вузлів                                                    | 17,7 вузлів                                                    |
| Швидкість (підводна)       | 7,6 вузлів                                                     | 7,6 вузлів                                                     |
| Робоча глибина занурення   | 100 м                                                          | 100 м                                                          |
| Гранична глибина занурення | 220 м                                                          | 220 м                                                          |
| Екіпаж                     | 44 осіб                                                        | 44 осіб                                                        |
| Розміри                    |                                                                |                                                                |
| Довжина найбільша (по КВЛ) | 67,1 м                                                         | 67,1 м                                                         |
| Ширина корпусу найб.       | 6,2 м                                                          | 6,2 м                                                          |
| Висота                     | 9,6 м                                                          | 9,6 м                                                          |
| Середня осадка (по КВЛ)    | 4,70 м                                                         | 4,70 м                                                         |
| Водотоннажність надводна   | 769 т                                                          | 769 т                                                          |
| Озброєння                  |                                                                |                                                                |
| Артилерія                  | одна палубна гармата калібру 88-мм, одна 20-мм зенітна гармата | одна палубна гармата калібру 88-мм, одна 20-мм зенітна гармата |
| Торпедно- мінне озброєння  | 4 носових і один кормовий ТА. 14 торпед або 26 мін             | 4 носових і один кормовий ТА. 14 торпед або 26 мін             |

U-624 — німецький підводний човен типу VIIC, часів  Другої світової війни.
Замовлення на будівництво човна було віддане 15 серпня 1940 року. Човен був закладений на верфі суднобудівної компанії «Blohm + Voss» у Гамбурзі 15 липня 1941 року під заводським номером 600, спущений на воду 31 березня 1942 року, 28 травня 1942 року увійшов до складу 8-ї флотилії. Також за час служби перебував у складі 7-ї флотилії. Єдиним командиром човна був оберлейтенант-цур-зее граф Ульріх фон Зоден-Фраунгофен.
Човен зробив 2 бойових походи, в яких потопив 5 (загальна водотоннажність 39 855 брт), 3 військові кораблі та пошкодив 1 судно.
Потоплений 7 лютого 1943 року в Північній Атлантиці південно-західніше Ісландії (55°48′ пн. ш. 26°17′ зх. д. / 55.800° пн. ш. 26.283° зх. д.) глибинними бомбами британського бомбардувальника «Фортрес». Всі 45 членів екіпажу загинули.

## Потоплені та пошкоджені кораблі[3]
| Назва             | Тип                | Належність      | Дата              | Тоннаж (БРТ) | Вантаж                                             | Статус     | Місце                                                       |
| Kosmos II         | китобійне судно    | Норвегія        | 29 жовтня 1942    | 16 966       | 21 000 т нафти та 3 танко-десантні судна на палубі | потоплено  | 54°40′ пн. ш. 29°00′ зх. д. / 54.667° пн. ш. 29.000° зх. д. |
| Pan-New York      | танкер             | США             | 29 жовтня 1942    | 7 701        | 104 740 барелів авіаційного палива                 | потоплено  | 54°58′ пн. ш. 23°56′ зх. д. / 54.967° пн. ш. 23.933° зх. д. |
| President Sergent | танкер             | Велика Британія | 18 листопада 1942 | 5 344        | Баласт                                             | потоплено  | 54°07′ пн. ш. 38°26′ зх. д. / 54.117° пн. ш. 38.433° зх. д. |
| Parismina         | суховантажне судно | США             | 18 листопада 1942 | 4 732        | Баласт                                             | потоплено  | 54°07′ пн. ш. 38°26′ зх. д. / 54.117° пн. ш. 38.433° зх. д. |
| Yaka              | суховантажне судно | США             | 18 листопада 1942 | 5 432        | Баласт                                             | пошкоджено | 54°07′ пн. ш. 38°26′ зх. д. / 54.117° пн. ш. 38.433° зх. д. |
| Lackenby          | суховантажне судно | Велика Британія | 18 листопада 1942 | 5 112        | 8 000 т фосфатів                                   | потоплено  | 55°00′ пн. ш. 37°50′ зх. д. / 55.000° пн. ш. 37.833° зх. д. |